# بخش سومار
بخش سومار یکی از بخش‌های تابع شهرستان قصر شیرین در استان کرمانشاه در غرب ایران است. این شهر مرزی کمترین فاصله را با بغداد دارد. سومار در جنگ ایران و عراق به کلی تخریب شد و اغلب مردم آن به شهرهایی همچون ایلام، ایوان غرب و کرمانشاه مهاجرت کردند و پس از جنگ نیز بازسازی به صورت جدی در آن انجام نشد.

## تقسیمات کشوری
- بخش سومار
  - دهستان سومار

شهر : سومار

## روستاها
روستاهای بخش سومار:
- دهستان سومار
  - پم
  - شتران
  - ممر یک
  - ممر دو
  - ممر سه
  - کله جوب
  - نعل شکن
  - نی پهن
  - گزین
  - ملاجافر
  - تاریون
  - سیاه سیاه
  - سرآسیاو
  - دارویسالی
  - ورگچ
  - شرف شاه

## جمعیت کنونی
بنابر سرشماری مرکز آمار ایران، جمعیت بخش سومار شهرستان قصر شیرین در سال ۱۳۸۵ برابر با ۱۴۷۷ نفر بوده‌است.

## مردم
مردم بخش سومار کُرد هستند. اکثریت مردم از ایل کلهر و غالب جمعیت آنان از تیرۀ کلهر گیلانغرب و ایوان غرب و اقلیت کمی از ایل ارکوازی هم در بخش هستند.

## اماکن زیارتی
مقبرۀ امامزاده سیدعلی در این بخش واقع شده‌است.

### معضل محیط زیست
در فروردین ۱۴۰۲ معاون محیط زیست طبیعی ادارۀ کل محیط زیست استان کرمانشاه از سومار و اطراف منطقۀ زله‌زرد به عنوان یکی از مناطق استان کرمانشاه نام برد که به دلیل کم‌آبی و خشکی در سال‌های اخیر می‌تواند در آینده‌ای نزدیک به کانونی برای ریزگرد در استان کرمانشاه تبدیل شود.